# 36 مكعب
36 مكعب  هو لغز سودوكو ثلاثي الأبعاد أنشأته شركة ThinkFun. اللغز يتكون من قاعدة رمادية تشبه أفق المدينة، بالإضافة إلى 36 برجا ملونا. الأبراج تأتي في ستة ألوان مختلفة وستة من ارتفاعات مختلفة. الهدف من اللغز هو وضع جميع الأبراج على القاعدة بحيث يشكل مكعب مستوي من كل من الألوان الستة حيث تظهر مرة واحدة في كل صف وعمود. اخترع المكعب 36 د ديريك نايدرمان، وهو حاصل على درجة الدكتوراة في MIT. وقال إنه جاء بفكرة اللغز في أثناء كتابة كتاب عن الأرقام الكاملة، وبعد الكشف عن فرضية القرن 18 الرياضية. هذا الافتراض، فإن لعبة مشكلة 36 ضابطا، ويتطلب وضع ستة أفواج من ستة ضباط مختلفين في مرتبة مختلفة في مربع 6 في 6 دون أي رتبة أو فوج في نفس العمود. ومثل هذا الترتيب في مربع كريكو لاتين. حيث أن يولر افترض أن ليس هناك حل لهذه المشكلة. على الرغم من أن يولر كان صحيحا، حتى جاء غاستون تلكأ بدليل شامل في عام 1901. ومع ذلك، أن لغز 36 مكعب لديه عددا من الحلول، والتي ثبتت مع صحة فرضية يولر.
لغز 36 ضابطا ليولر هو تحد عقلي، والتي يمكن حلها إما غيبيا، أو على الورق، في حين أن ال 36 مكعب هو لغز ميكانيكي التي يجب أن تقوم على شبكة مصنعة. لذلك، فإنه يتطلب بعض التفكير المجرد، وكمية معينة من الرؤية الخاصة.

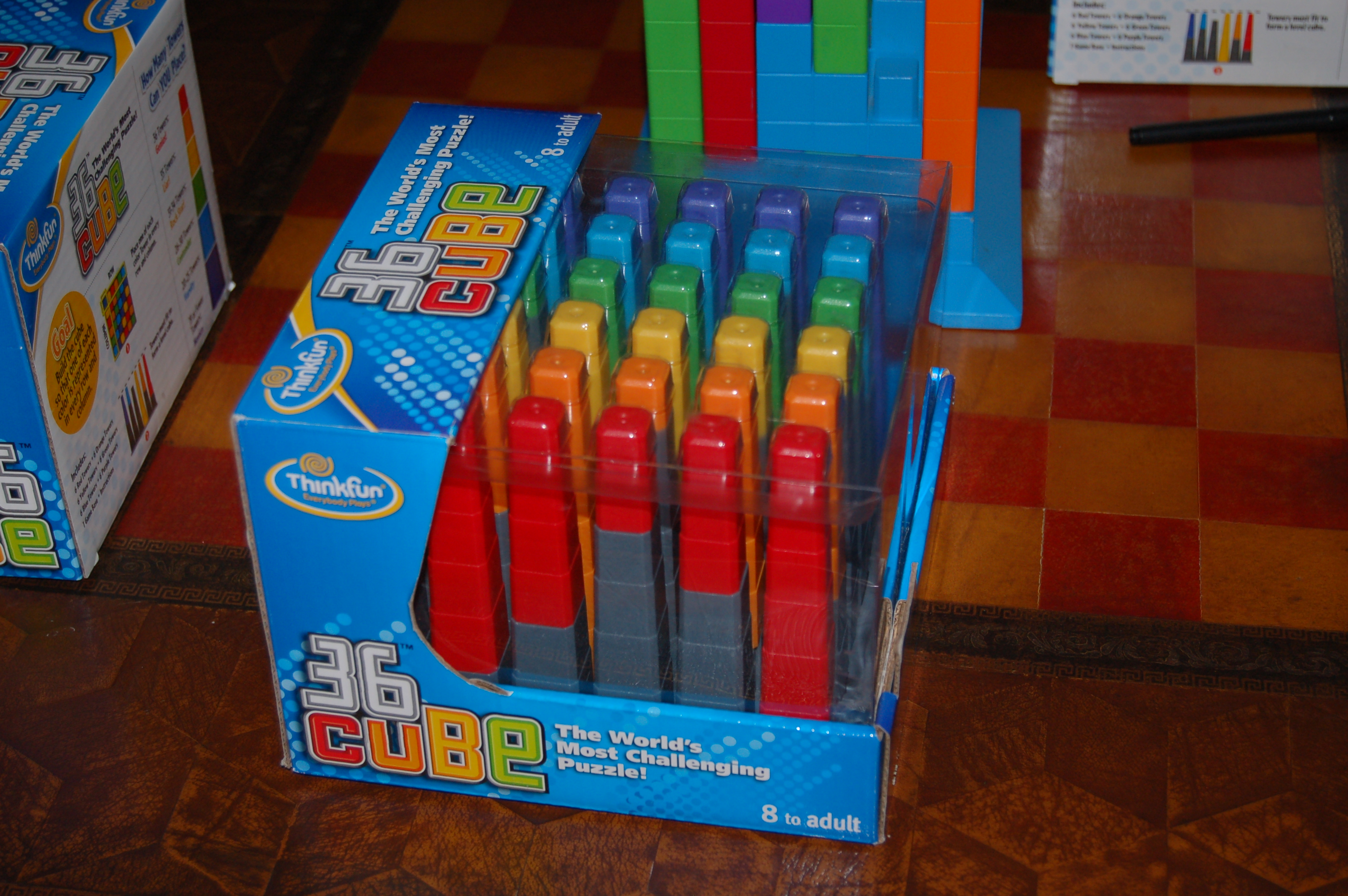
ال 36 مكعب

## الجوائز
•36 مكعب—أسترا أفضل لعبة للاطفال قائمة—2009
•36 مكعب—جائزة اختيار الآباء الذهبية—2009
•iParenting جوائز الإعلام أفضل منتجات عام 2009